# Fort Liberty
Fort Liberty er en stor amerikansk militærbase i de fire amerikanske counties Cumberland, Hoke, Harnett og Moore i North Carolina, USA.
Fort Liberty dækker mere end 650 km² og er en af de største amerikanske militærbaser. Den er bedst kendt for at være hjemsted for nogle af USA's faldskærmstropper og USAs specialstyrker.